# 哈尔滨犹太新会堂
哈尔滨犹太新会堂现在是哈尔滨犹太历史文化博物馆，位于黑龙江省哈尔滨市道里区经纬街162号，2013年被列为第七批全国重点文物保护单位。。
哈尔滨犹太新会堂由犹太教哈西德派兴建。该教派于1908年开始在哈尔滨设立祈祷所。1918年9月21日，开始动工建造哈尔滨第二座犹太会堂（继哈尔滨犹太总会堂，今哈尔滨老会堂音乐厅之后），这是中国最大的一座犹太会堂。1921年9月25日竣工。该建筑由犹太建筑师约瑟夫·列维金设计，可容纳500人礼拜。会堂高二层，立面交替使用砖块和石头，红白相间。入口的尖券门廊、木窗，具有强烈的中东建筑风格。穹顶和木窗上都装饰有大卫之星。1950年前后，犹太侨民陆续出境，前往以色列、美国和澳大利亚。犹太新会堂于1956年关闭，原址改为市公安局俱乐部招待所。
2004年，哈尔滨市政府恢复了犹太会堂原有的建筑风格，将其辟为哈尔滨犹太历史文化博物馆。该博物馆专注于从20世纪初到20世纪50年代的哈尔滨犹太人，展示当年哈尔滨2万多犹太居民的文件、照片、电影和个人物品。博物馆一楼展示20世纪上半叶犹太人在哈尔滨建造的若干建筑的照片和绘画。二楼和三楼展示哈尔滨犹太人的教育、工业、艺术和音乐。